# Casa Gran del Pont de Cabrianes
La Casa Gran del Pont de Cabrianes és un edifici del municipi de Sant Fruitós de Bages (Bages) inclòs en l'Inventari del Patrimoni Arquitectònic de Catalunya.

## Descripció
Mas de planta rectangular, coberta a dues vessants i carener perpendicular a la façana principal, té tres plantes. Tradicionalment l'entrada al mas s'efectuava pel cantó de tramuntana; avui, encara es pot apreciar el portal de pedra, format per grans carreus amb motllures, d'arc rebaixat. La majoria de les obertures estan adovellades amb grans carreus de pedra picada, igual que les cantoneres. A ponent s'hi ha adossat un cos rectangular al llarg de tota la paret lateral, servint de magatzem als baixos i de galeria, amb arcs de mig punt de pedra a la planta principal. Posteriorment es va construir una nova galeria, rectangular, allargant la façana, amb coberta a tres vents. Un mur tanca el recinte, quedant delimitada l'era del davant de la casa. A la part del darrere, encarada al migdia, hi predominen les obertures: als baixos, dos grans arcs de pedra picada permeten l'accés per aquest cantó; una galeria de quatre ulls, amb arc rebaixat, a la primera planta i galeria oberta a les golfes.

## Història
L'estructura del mas respon a la tipologia setcentista. Les dades que es conserven a les inscripcions de la casa són molt variades i van des del 1720 fins a finals del XIX. L'annex de la galeria lateral és del segle xix i al XX s'hi ha fet nombroses reformes. El mas formava part de les pertinences dels Bertran, família pagesa ennoblida des d'almenys el segle xviii. A finals del segle xix es va formar un nucli al seu voltant a causa de la construcció d'una fàbrica tèxtil prop de l'indret, a tocar el Llobregat. Aquest fet va fer créixer un petit nucli -església i habitatges- a prop del mas. Des d'aleshores, el mas Bertran va passar a anomenar-se "La casa Gran del Pont de Cabrianes". En els últims anys l'interior de la casa ha estat modificat per adaptar-lo a les funcions de casa de colònies-escola.